# Euryalo Cannabrava
Euryalo Cannabrava (Cataguares, Minas Gerais 19 de febrero de 1906 - 1981) fue un filósofo brasilero.
Estudió en la facultad de leyes en la Universidad de Minas Gerais obteniendo su doctorado en 1925. Al finalizar su estudios se desempeñó como profesor de Filosofía e Historia de la Filosofía en 1929, Ginasio Mineiro de Belo-Horizonte; Profesor de Psicología y Lógica, 1931–32, Universidad de Minas Gerais; Director, 1937, Instituto de Psicología de la Universidad de Brasil; Director, 1937–40, Instituto de Investigaciones Educativas del Distrito Federal; Profesor de Filosofía, 1940—, en el Colegio Pedro II , Río de Janeiro.
En el desarrollo de su pensamiento filosófico se observan tres etapas, inicialmente lo domina un enfoque dogmático, luego transita por una etapa crítica y finalmente encamina su pensamiento en un camino sistemático.

## Obras
- Seis temas del espíritu moderno, 1941
- Descartes y Bergson, 1943.
- Contributor to O Positivismo no Brasil, 1943. Artículos en el Estado de San Pablo, A Ordem, Revista do Brasil, Vozes de Petropolis.
- Introducción a la filosofía científica (1956)
- Ensayos filosóficos (1957),
- Estética de la crítica (1963)
- Teoría de la decisión filosófica (Bases psicológicas de la Matemática, de la Lingüística y de la Teoría del Conocimiento) (1977).